# Cítara drone

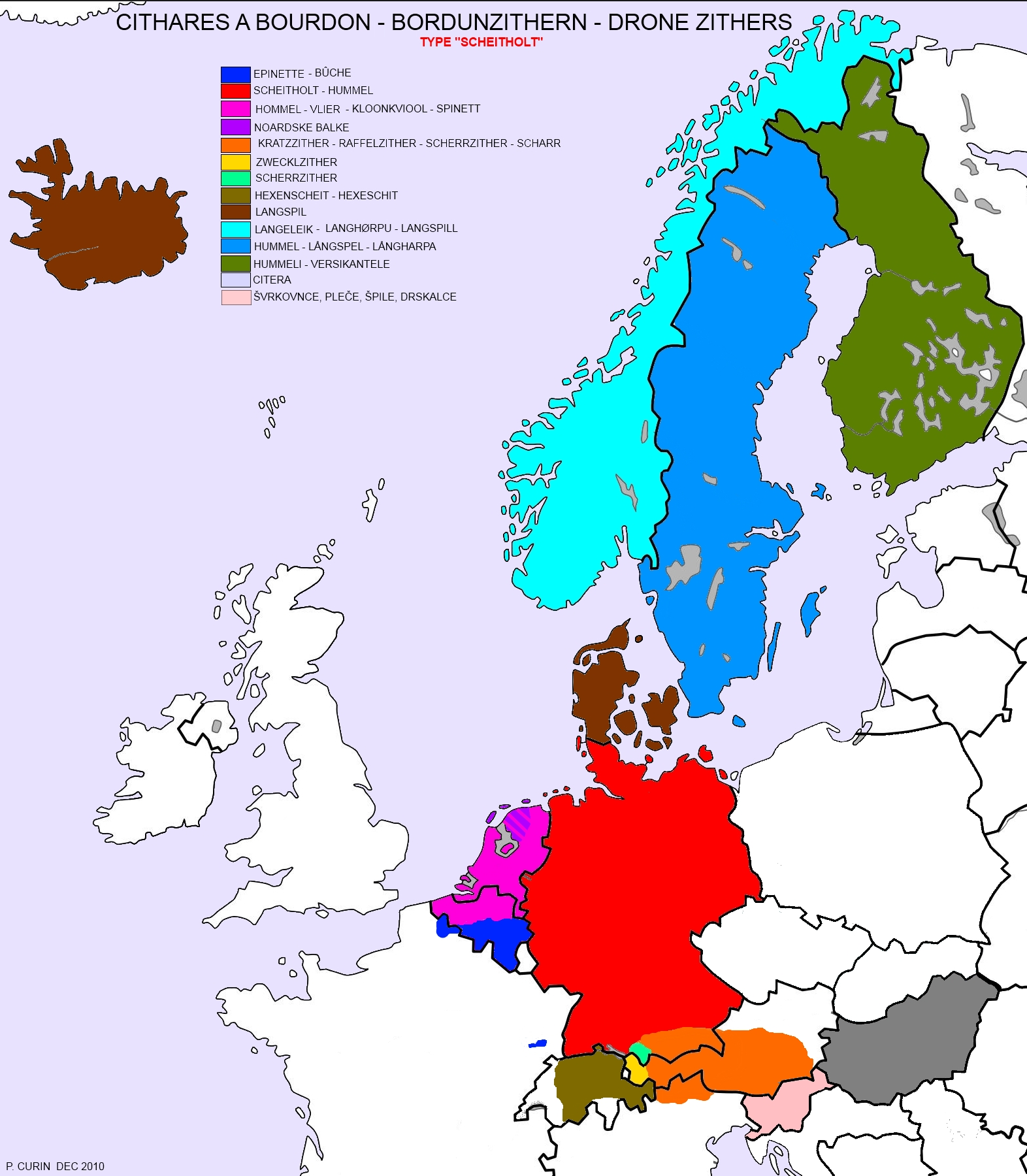
Distribución de cítaras drone en Europa del tipo "Scheitholt".

Las cítaras drone, cítaras de pedal o cítaras de zumbido son instrumentos musicales de cuerdas pulsadas de la familia de la cítara que poseen pocas (a veces solo una) cuerdas de melodía y un mayor número de cuerdas pedal (o drone). El tipo más antiguo de cítara drone conocido es el Scheitholt.
A partir del Scheitholt se desarrollaron numerosas variantes de cítaras drone, tales como el Langspil, la Espineta de los Vosgos o el Hummel. El dulcémele de los Apalaches es un tipo tradicional de Norteamérica.